# علی ظهیرالدوله

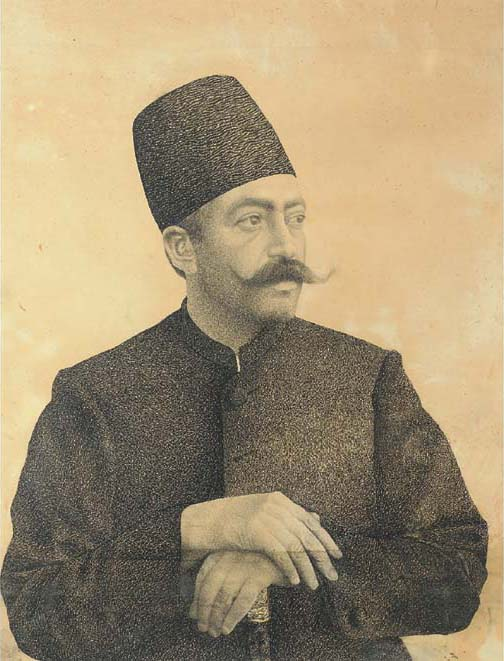
علی‌خان ظهیرالدوله

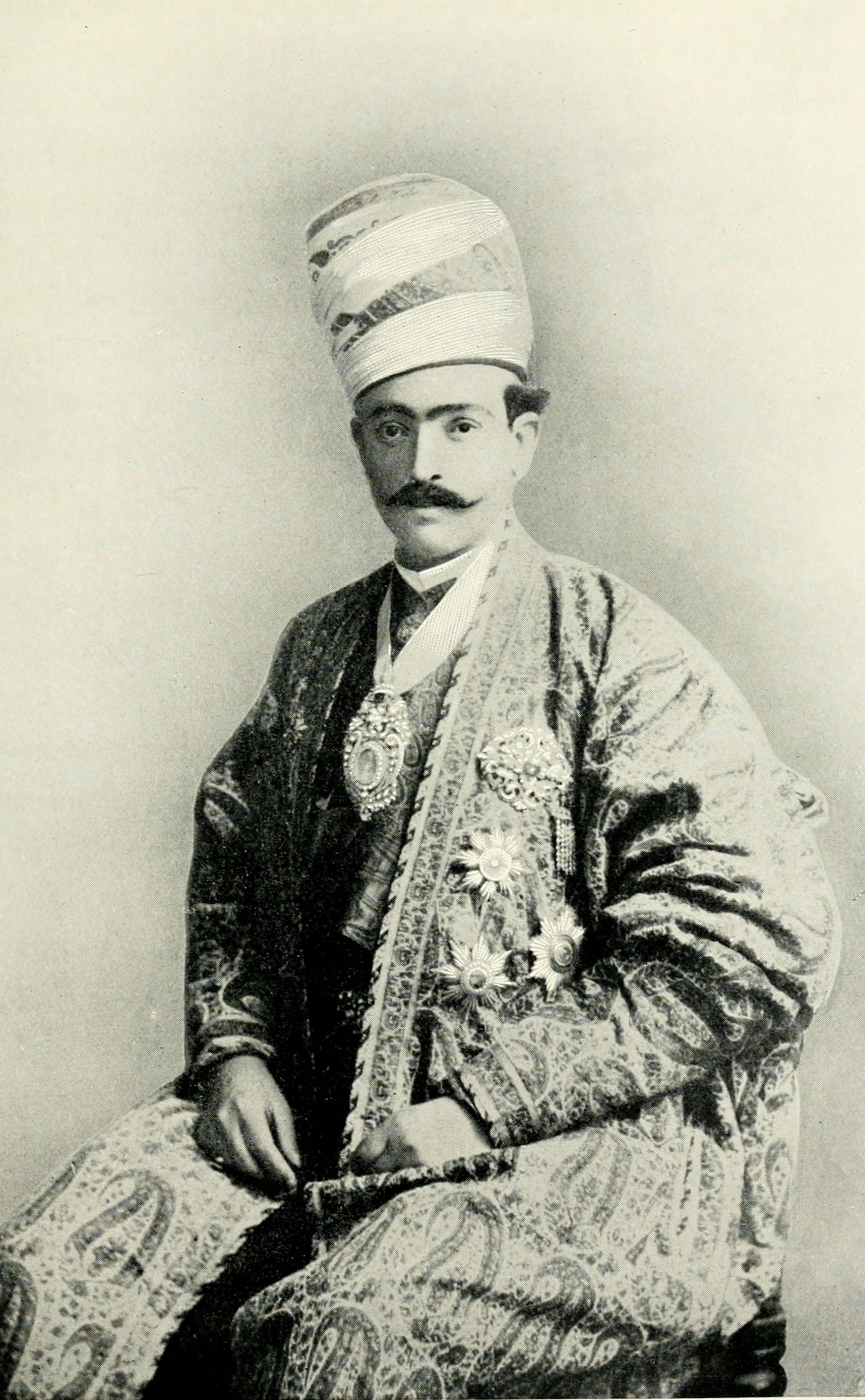
ظهیرالدوله

از راست ظهیرالدوله و صفی‌علیشاه

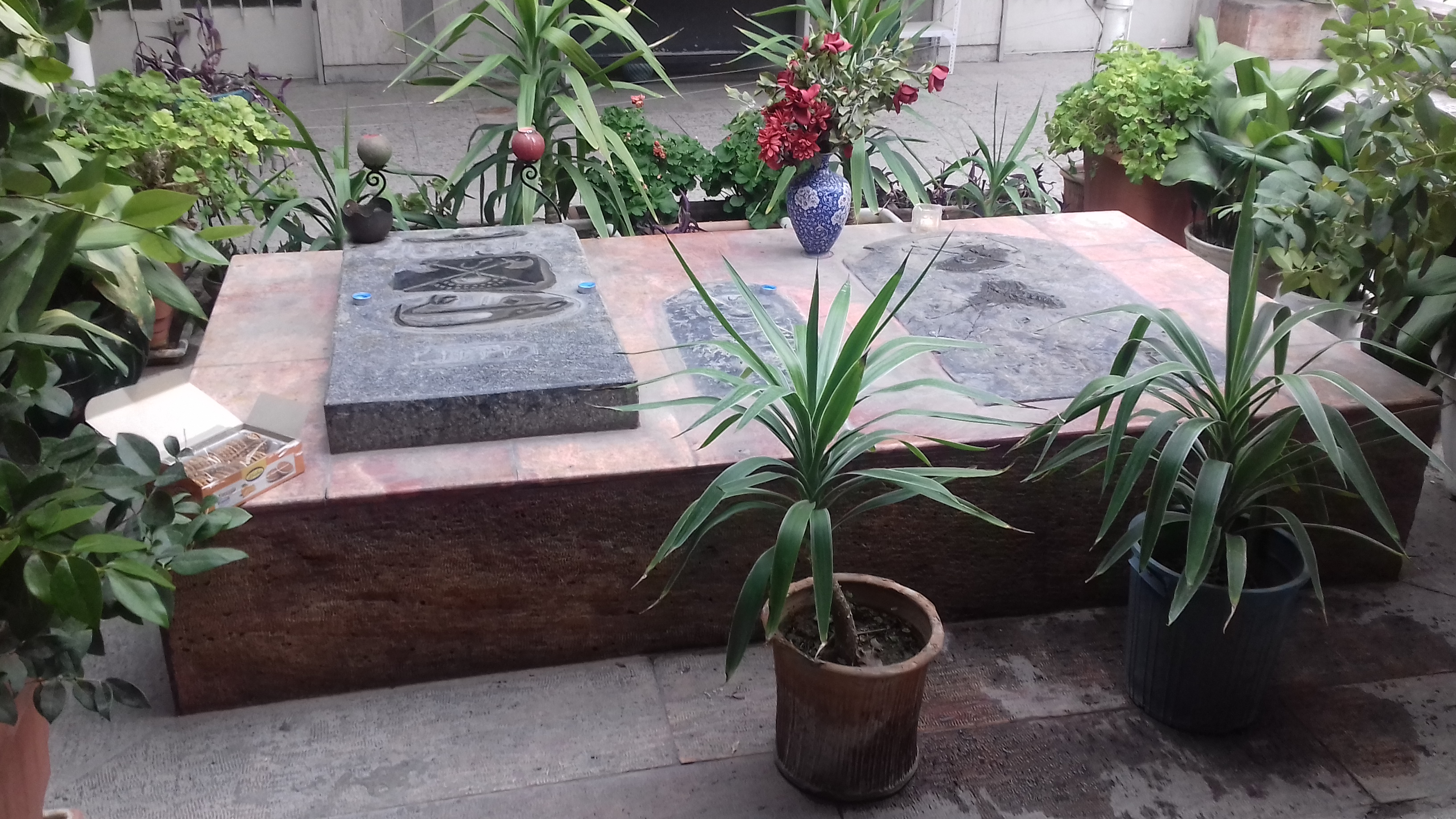
مزار علی خان ظهیرالدوله در گورستان ظهیرالدوله دربند

علی‌خان قاجار دولو یا علی‌خان ظهیرالدوله ملقب به نام درویشی صفا علی (۱۲۴۳–۱۳۰۳) سیاستمدار و شخصیت مذهبی ایرانی بود.
او در ۲۹ مرداد ۱۲۴۳ شمسی، مصادف با ۱۲۸۱ هجری قمری، ۱۸۶۴ میلادی متولد شد. تحصیلات مقدماتی را نزد میرشفیعا ادیب و شاعر شیرازی انجام داد؛ زیرا در آن اوقات به همراه پدرش که مأمور فارس بود، در شیراز زندگی می‌کرد. پدرش محمدناصرخان ظهیرالدوله بود. پس از آنکه پدرش در سال ۱۲۹۴ قمری درگذشت به مناسبت اعتمادی که ناصرالدین شاه به این خاندان یافته بود، علی خان را با همان لقب «ظهیرالدوله» و با سمت وزیر تشریفات در دربار به خدمت گمارد و مرتبت او را چندان اهمیت گذارد که در ۱۶ سالگی یکی از دختران خود را با نام فروغ‌الدوله به عقد ازدواج او درآورد. او پس از آن در چند ولایت به حکومت رسید. در ۱۳۰۳ هجری قمری از پیروان صفی‌علی‌شاه شد و انجمن اخوت را تأسیس کرد. با شروع جنبش مشروطه به آزادی‌خواهان پیوست و در رویداد توپ بستن مجلس خانه‌اش ویران شد. ظهیرالدوله و فروغ‌الدوله دارای سه پسر و چهار دختر از جمله ولیه صفا (فروغ‌الملک، هنرمند، عارف و مشروطه‌خواه) و محمدناصر صفا شدند.

## کارهای دولتی
- ۱۳۰۴ه‍.ق (۱۲۶۵ه‍.ش) وزیر تشریفات ناصرالدین شاه
- ۱۳۱۹ه‍.ق (۱۲۸۰ه‍.ش) حکمران مازندران
- ۱۳۲۴ه‍.ق (۱۲۸۵ه‍.ش) حکمران همدان
- ۱۳۲۶ه‍.ق (۱۲۸۷ه‍.ش) حکمران گیلان
- ۱۳۲۷ه‍.ق (۱۲۸۸ه‍.ش) حکمران کرمانشاه
- ۱۳۳۳ه‍.ق (۱۲۹۴ه‍.ش) حکمران تهران

## حکومت مازندران
ظهیرالدوله دو بار به حکمرانی مازندران منصوب شد. بار نخست در سال ۱۳۱۹ هجری قمری بود که مقارن با حکومت مظفرالدین شاه بود. ظهیرالدوله در این دوره سعی در شکستن امتیازهای بیش از حد عمال دولتی و متنفذان محلی داشت و در بارفروش با یکی از روحانیان برجسته به نام شیخ کبیر اختلاف پیدا کرد و این مسئله موجب شد شیخ ظهیرالدوله را تکفیر کند و مردم به خانه‌های طرفین درگیری حمله کرده و تاراج کنند و افرادی هم در این درگیری‌ها کشته شدند. سرانجام ظهیرالدوله از مقامش عزل شده و به عنوان وزیر تشریفات به تهران بازگشت. بار دوم در بحبوحه انقلاب مشروطه بود که در زمان استبداد صغیر مورخهٔ ۴ جمادی‌الثانی ۱۳۲۶ ظهیرالدوله (که حاکم گیلان بود) به حکومت مازندران نصب شد. او در این دوره به علت نداشتن قدرت نظامی یا حمایت دولت مرکزی قادر به جمع‌آوری مالیات نبود و اوضاع ولایت به شورش کشیده شد.

## حکومت همدان
دوران حکومت ظهیرالدوله در همدان از سال ۱۳۲۴ قمری آغاز شد. مهمترین اقدامات ظهیرالدوله در همدان که هر یک از آنها مظهری از طرز تفکر سیاسی ظهیرالدوله و منشأ اثری انسانساز و مردمی بودند، به چند مورد اساسی می‌توان اشاره کرد:
- تشکیل مجلس فواید عمومی همدان و تشکیل صندوق عرایض و شکایات در همدان
- ساختن سنگ‌های اوزان رسمی و جمع‌آوری اوزان نادرست
- مبارزه با خوانین محتکر و عاملین گرانی گندم و قحطی
- ریشه کن کردن اختلافات خونین حیدری نعمتی[۶]

## مرگ
او به تاریخ ۸ تیر ۱۳۰۳ شمسی در تهران درگذشت. مقبره او گورستان ظهیرالدوله میان امامزاده قاسم (شمیرانات) و تجریش شمیران واقع است و بعدها چندین تن از هنرمندان و دیگر سرشناسان ایران در جوار او مدفون شدند.